# Ленинский район (Владимир)
Ленинский район — административный район в городе Владимире. Образован в 1973 году, в современных границах существует с 1 февраля 2007 года. Назван по одной из крупных магистралей — проспекту Ленина.

## География
Район включает в себя территории, расположенные к западу и юго-западу от исторического ядра города. Граничит с Октябрьским районом по улицам Летнеперевозинской и Дзержинского, Октябрьскому проспекту, улице Мира, проспекту Строителей, улицам Сурикова и Балакирева, объездному шоссе (улице Лакина), 7-й линии, водохранилищу Содышка. В состав Ленинского района входят также микрорайоны: Юрьевец, Энергетик, Мостострой, Пиганово, сёла: Спасское и Мосино; деревни: Немцово и Оборино.
Площадь территории района составляет 10 280 гектаров. Численность населения по данным на 1 января 2010 года — 119 148 человек.
Основные магистрали — проспект Ленина, улица Чайковского, улица Верхняя Дуброва, Московское шоссе.

## Население
| 1979     | 1989     | 2002     | 2009     | 2010     | 2012     | 2013     |
| -------- | -------- | -------- | -------- | -------- | -------- | -------- |
| 121 490  | ↗124 930 | ↘119 356 | ↘119 283 | ↗122 067 | ↘121 924 | ↗122 501 |
| 2014     | 2015     | 2016     | 2017     | 2018     | 2019     | 2020     |
| ↗123 199 | ↗124 140 | ↗125 310 | ↗125 604 | ↗125 697 | ↗126 097 | ↘126 018 |
| 2021     | 2022     | 2023     | 2024     | 2025     |          |          |
| ↗134 016 | ↘122 863 | ↗132 969 | ↘132 088 | ↘131 320 |          |          |

## Характеристика
На территории, ныне занимаемой Ленинским районом, прежде находились загородные слободы: Ямская, Новая Ямская, Стрелецкая, Пушкарская, Гончары, Солдатская. Левый берег Клязьмы был покрыт лесом, от которого к настоящему времени остались реликтовый бор Сосенки и лесопарк «Дружба». В процессе интенсивной застройки района (1950—1960-е годы) в черту города Владимира вошли несколько окрестных деревень (Быковка, Левино поле, Сущёво). С момента своего выделения и по сегодняшний день Ленинский район является самым крупным владимирским районом по численности населения. В отличие от Фрунзенского и Октябрьского районов, мощных промышленных предприятий здесь немного. Практически все они располагаются в стороне от жилых массивов — за железной дорогой (в так называемой «Яме») и на территории посёлков Юрьевец и Энергетик (с 2006 года — микрорайоны города).
На территории Ленинского района расположены всемирно известные Золотые ворота и ряд других памятников архитектуры (Троицкая «Красная», Михайло-Архангельская, Сретенская, Вознесенская церкви, костёл), а также восстановленная в начале XXI века Казанская церковь на площади Победы.

## Объекты социальной инфраструктуры
Областной драматический академический театр имени А. В. Луначарского, концертный зал имени С. И. Танеева областной филармонии, Владимирский государственный гуманитарный университет и ряд учреждений среднего профессионального образования (авиамеханический, политехнический, строительный колледжи), кинотеатр «Киномакс-Буревестник», стадион «Торпедо», лесопарк «Дружба».